# Petronella Ekroth
Hilda Petronella Ekroth (ur. 12 grudnia 1989 w Askim, gmina Göteborg, Szwecja) – szwedzka piłkarka, grająca na pozycji obrońcy.

## Kariera piłkarska

### Kariera klubowa
Wychowanka Rödsle BK. W 2006 rozpoczęła karierę piłkarską w Öster IF. Na początku 2008 została zaproszona do Linköpings FC. W 2010 przeniosła się do Tyresö FF, skąd została wypożyczona do AIK Fotboll. Latem 2011 odeszła do Jitex BK. W latach 2013–2015 występowała w Hammarby Fotboll. W styczniu 2016 została piłkarką Djurgårdens IF Dam. 17 lipca 2017 podpisała kontrakt z Juventusem Women. 10 lipca 2019 wróciła do Djurgårdens IF Dam.

### Kariera reprezentacyjna
W 2006 debiutowała w juniorskiej reprezentacji U-17 Szwecji. Potem broniła barw U-19.

## Sukcesy i odznaczenia

### Sukcesy piłkarskie
Linköping FC
- mistrz Szwecji: 2009
- zdobywca Superpucharu Szwecji: 2009

Juventus Women
- mistrz Włoch: 2018/19
- zdobywca Pucharu Włoch: 2018/19